# الدوري الهولندي الدرجة الأولى 1990–91
الدوري الهولندي الدرجة الأولى 1990–1991 هو الموسم الخامس والثلاثون من الدوري الهولندي الدرجة الأولى منذ إنشائه في عام 1956. فاز بهذا الموسم نادي دي غرافشاب.http://www.rsssf.com/tablesn/ned91.html

## الفرق
يشارك 20 نادي في الدوري: النادي الذي يحتل المرتبة الأولى في هذا الدوري يتأهل مباشرة إلى الدوري الهولندي الممتاز، تأهل في هذه الدوري نادي دي غرافشاب.